# 普通人 (2013年電影)
《普通人》（英語：A Common Man）是一部2013年斯里蘭卡與美國合拍的動作驚悚片，由錢德蘭·魯特納姆執導，班·金斯利、班·克羅斯、帕特里克·魯特南（Patrick Rutnam）和威森·古納拉特納主演本片翻拍自2008年印度電影《一個星期三的下午》，講述一名恐怖分子在斯里蘭卡可倫坡市區各處安置了多枚炸彈，以威脅警方釋放四名囚犯。
本片2013年3月15日在加利福尼亚州比佛利山的萊姆勒戲院首映。2013年5月21日， 錨灣電影和無數影業在全球發行了《普通人》的藍光版。

## 演員
- 班·金斯利飾演「男子」（"The Man"）
- 班·克羅斯飾演莫里斯·達席爾瓦警監（DIG Morris Da Silva）
- 帕特里克·魯特南（Patrick Rutnam）飾演莫希丁督察（IP Mohideen）
- 威森·古納拉特納（英语：Wilson Gunaratne）飾演普拉卡什·庫馬（Prakash Kumar）
- 維納·傑亞克迪（英语：Veena Jayakody）飾演蔬菜小販

## 外部連結
- 互联网电影数据库（IMDb）上《普通人》的资料（英文）
- 爛番茄上《普通人》的資料（英文）